# Guy Durbec
Pour les articles homonymes, voir Durbec.
Guy Durbec, né le 1er avril 1942 à Ollioules, est un homme politique français.

## Biographie
Cadre des travaux publics de profession, il devient sénateur du Var en octobre 1978 succédant à Jean-Jacques Perron décédé. Il reste sur les bancs de la chambre haute jusqu'en 1981, année où il est élu député de la 3e circonscription du Var.
Au niveau local, il est conseiller général, vice-président du conseil général et maire d'Ollioules.

## Détail des fonctions et des mandats
Mandats parlementaires
- 6 octobre 1978 - 21 juin 1981 : Sénateur du Var
- 21 juin 1981 - 1er avril 1986 : Député de la 3e circonscription du Var

Mandats locaux
- mars 1977 - mars 1983 : Maire d'Ollioules
- 1979 - 1985 : Conseiller général du canton d'Ollioules